# نيل مور
نيل مور (بالإنجليزية: Neil Moore)‏ (21 سبتمبر 1972 بليفربول في المملكة المتحدة - ) هو لاعب كرة قدم بريطاني في مركز الدفاع. لعب مع أولدهام أثلتيك وماكليسفيلد تاون ونادي إيفرتون ونادي بلاكبول ونادي بيرنلي ونادي روذرهام يونايتد ونادي ساوثبورت ونادي كارلايل يونايتد ونورويتش سيتي ونادي مانسفيلد تاون ونونيتون بورو ‏ وSolihull Moors F.C. ‏ ونادي تلفورد يونايتد.

## وصلات خارجية
- نيل مور على موقع قاعدة بيانات كرة القدم.إي يو (الإنجليزية)
- نيل مور على موقع Soccerbase.com (لاعب) (الإنجليزية)
- نيل مور على موقع عالم كرة القدم.نت (الإنجليزية)